# ارمنستان در المپیک زمستانی ۱۹۹۴
ارمنستان کاروان ورزشی را برای شرکت در بازی‌های المپیک زمستانی ۱۹۹۴ در لیلهامر، نروژ از ۱۲ تا ۲۷ فوریهٔ ۱۹۹۴ اعزام کرد. این اولین حضور ارمنستان به عنوان یک کشور مستقل در بازی‌های المپیک زمستانی بود. هیئت ارمنستانی شامل دو بابسلد به نام‌های کن توپالیان و جو آلماسیان از ارمنی‌های آمریکا بود. آن‌ها به عنوان تیمی در رقابت دو نفره شرکت کردند و در جایگاه سی‌وششم قرار گرفتند.

## پیش‌زمینه
جمهوری ارمنستان پس از فروپاشی اتحاد جماهیر شوروی در سال ۱۹۹۱ دوباره به کشوری مستقل تبدیل شد. کمیتهٔ المپیک ارمنستان در ۳۱ دسامبر ۱۹۹۲ توسط کمیتهٔ بین‌المللی المپیک به رسمیت شناخته شد. بازی‌های لیلهامر اولین حضور ارمنستان به عنوان یک کشور مستقل بود، و از آن زمان تاکنون در تمامی المپیک‌های تابستانی و زمستانی شرکت کرده‌اند. بازی‌های المپیک زمستانی ۱۹۹۴ از ۱۲ تا ۲۷ فوریهٔ ۱۹۹۴ برگزار شد و مجموعاً ۱٬۷۳۷ ورزشکار از ۶۷ کمیتهٔ ملی المپیک در آن شرکت کردند. هیئت ارمنستان در لیلهامر شامل دو ورزشکار رشتهٔ بابسلد، کن توپالیان و جو آلماسیان بود.

## رقابت‌کنندگان
در زیر فهرست شرکت‌کنندگان در بازی‌ها آمده است.
| ورزش   | مردان | زنان | مجموع |
| ------ | ----- | ---- | ----- |
| بابسلد | ۲     | –    | ۲     |
| مجموع  | ۲     | ۰    | ۲     |

## بابسلد
کن توپالیان در زمان بازی‌های لیلهامر ۳۰ ساله بود و اهل پاتاکیت، رود آیلند است. جو آلماسیان در زمان بازی‌ها ۲۶ ساله بود و در فرامینگهام، ماساچوست متولد شده است. آن‌ها از طریق لیگ جوانان ارمنی با یکدیگر دوست بودند و هیچ‌کدام تا آن زمان به ارمنستان نرفته بودند. رقابت بابسلد دو نفره در طی دو روز، ۱۹ و ۲۰ فوریه، برگزار شد که هر روز دو دور مسابقه انجام شد؛ مجموع زمان‌های هر چهار دور برای تعیین جایگاه نهایی استفاده شد. در روز اول، سورتمهٔ ارمنستان زمان‌هایی برابر با ۵۴٫۸۵ ثانیه و ۵۵٫۰۳ ثانیه ثبت کرد. در پایان روز اول، آن‌ها در جایگاه ۳۷ام از بین ۴۳ تیم شرکت‌کننده قرار داشتند. در روز دوم، زمان‌های آن‌ها به ترتیب ۵۴٫۹۲ ثانیه و ۵۵٫۰۱ ثانیه بود. مجموع زمان آن‌ها برای مسابقه ۳ دقیقه و ۳۹٫۸۱ ثانیه بود که آن‌ها را در جایگاه ۳۶ام قرار داد. مدال‌های طلا و نقره به تیم‌های سوئیسی و مدال برنز به یک تیم ایتالیایی تعلق گرفت.
| ورزشکار                 | رشته         | فینال | فینال | فینال | فینال | فینال   | فینال |
| ورزشکار                 | رشته         | دور ۱ | دور ۲ | دور ۳ | دور ۴ | مجموع   | رتبه  |
| ----------------------- | ------------ | ----- | ----- | ----- | ----- | ------- | ----- |
| جو آلماسیان کن توپالیان | دونفرهٔ مردان | ۵۴٫۸۵ | ۵۵٫۰۳ | ۵۴٫۹۲ | ۵۵٫۰۱ | ۳:۳۹٫۸۱ | ۳۶    |